# Tysmenytsia (huyện)
Huyện Tysmenytsia (tiếng Ukraina: Тисменицький район, chuyển tự: Tysmenytsias’kyi raion) là một huyện của tỉnh Ivano-Frankivsk thuộc Ukraina. Huyện Tysmenytsia có diện tích 736 km², dân số theo điều tra dân số ngày 5 tháng 12 năm 2001 là 85269 người với mật độ 116 người/km2. Trung tâm huyện nằm ở Tysmenytsia.